# كريستينا ماي
كريستينا ماي (2 يونيو 1987 في كندا - ) هي لاعبة كرة طائرة كندا. شاركت في الكرة الطائرة في الألعاب الأولمبية الصيفية 2016.

## وصلات خارجية
- كريستينا ماي على موقع الاتحاد الدولي beach volleyball database (الإنجليزية)
- كريستينا ماي على موقع قاعدة بيانات الكرة الطائرة الشاطئية (الإنجليزية)
- كريستينا ماي على موقع اللجنة الأولمبية الدولية (الإنجليزية)
- كريستينا ماي على موقع أوليمبيديا (الإنجليزية)
- كريستينا ماي على موقع اللجنة الأولمبية الكندية (الإنجليزية)